# Paullinia reticulata
Paullinia reticulata är en kinesträdsväxtart som beskrevs av Ludwig Radlkofer. Paullinia reticulata ingår i släktet Paullinia och familjen kinesträdsväxter. Inga underarter finns listade i Catalogue of Life.